# Eopsaltria
Eopsaltria, es un género de Aves Passeriformes de la familia de los Petroicidae, tiene cinco especies reconocidas científicamente.

## Especies
- Eopsaltria australis (White, 1790)
- Eopsaltria flaviventris (Sharpe, 1903)
- Eopsaltria georgiana (Quoy & Gaimard, 1830)
- Eopsaltria griseogularis (Gould, 1838)
- Eopsaltria pulverulenta (Bonaparte, 1850)